# الماکری (تاش‌اوا)
الماکری (به لاتین: Elmakırı) یک منطقهٔ مسکونی در ترکیه است که در تاشوا واقع شده‌است.